# Jeremy Quastel
Pour les articles homonymes, voir Quastel.
Jeremy Daniel Quastel (né en 1963) est un mathématicien canadien spécialisé dans la théorie des probabilités, les processus stochastiques et les équations aux dérivées partielles. Il est actuellement chef du département de mathématiques de l'université de Toronto. Il a grandi à Vancouver, en Colombie-Britannique, et vit maintenant à Toronto, en Ontario. 

## Formation et carrière
Quastel étudie à l'université McGill puis obtient son doctorat au Courant Institute de l'université de New York en 1990, sous la direction de Srinivasa Varadhan avec une thèse intitulée « Diffusion of Colour in the Simple Exclusion Process ». Il est étudiant postdoctoral à l'Institut de recherche en sciences mathématiques de Berkeley, puis membre du corps professoral de l'université de Californie à Davis pendant les six prochaines années ; il est revenu au Canada en 1998.  

## Recherches
Jeremy Quastel est reconnu comme l'un des meilleurs probabilistes au monde dans les domaines de la théorie hydrodynamique, des équations aux dérivées partielles stochastiques et de la probabilité intégrable. En particulier, ses recherches portent sur le comportement à grande échelle des systèmes de particules en interaction et des équations aux dérivées partielles stochastiques. Il a notamment trouvé la première solution exacte de l'équation KPZ (Kardar-Parisi-Zhang).

## Prix et distinctions
- Prix Jeffery-Williams (2019)[5]
- Prix CRM-Fields-PIMS (2018)[3]
- Membre de la Société royale du Canada (2016) [6]
- Bourse de recherche Killam (2013) pour ses recherches sur les processus stochastiques et les équations aux dérivées partielles utilisées pour décrire les processus naturels de changement et d'évolution [7]
- Conférences à Saint-Flour (2012)
- Conférencier au Congrès international de physique mathématique à Aalborg (2012).
- Conférencier invité aux Current Developments in Mathematics (2011)[8]
- conférencier invité au Congrès international des mathématiciens à Hyderabad (2010) avec une conférence intitulée « Weakly Asymmetric Exclusion and KPZ »
- Sloan Fellow (1996-1998)[4]

## Sélection de publications
- Diffusion of color in the simple exclusion process, Communications on Pure and Applied Mathematics, vol 45, 1992, p. 623–679
- avec E. M. LaBolle, G. E. Fogg: Diffusion theory for transport in porous media: Transition-probability densities of diffusion processes corresponding to advection-dispersion-equations, Water Resources Research, vol 34, 1998, p. 1685–1693
- avec F. Rezakhanlou, S. R. S. Varadhan: Large deviations for the symmetric simple exclusion process in dimensions d≥ 3, Probability theory and related fields, vol 113, 1999, p. 1–84
- avec E. M. LaBolle, G. E. Fogg, J. Gravner: Diffusion processes in composite porous media and their numerical integration by random walks: Generalized stochastic differential equations with discontinuous coefficients, Water Resources Research, vol 36, 2000, p. 651–662
- avec M. Balazs, T. Seppäläinen: Fluctuation exponent of the KPZ/stochastic Burgers equation, Journal of the American Mathematical Society, vol 24, 2011, p. 683–708
- Introduction to KPZ, Current developments in mathematics, vol 2011, Somerville: International Press 2012, p. 125–194
- avec G. Amir, I. Corwin: Probability distribution of the free energy of the continuum directed random polymer in 1+ 1 dimensions, Communications on pure and applied mathematics, vol 64, 2011, p. 466–537
- avec G. Flores, D. Remenik: Endpoint distribution of directed polymers in 1+1 dimensions, Arxiv 2011
- avec Tom Alberts, Konstantin Khanin: The intermediate disorder regime for directed polymers in dimension 1+1, Annals of Probability, vol 42, 2014, p. 1212–1256, Arxiv
- avec Herbert Spohn: The one-dimensional KPZ equation and its universality class,Arxiv 2015
- avec Martin Hairer: A class of growth models rescaling to KPZ, Arxiv 2015
- avec Janosch Ortmann, Daniel Remenik: Exact formulas for random growth with half-flat initial data, Annals of Probability, vol 26, 2016, p. 507–548, Arxiv
- avec Konstantin Matetski: From the totally asymmetric simple exclusion process to the KPZ fixed point, Arxiv 2017
- avec Konstantin Matetski, Daniel Remenik: The KPZ fixed point, Arxiv 2017
- avec Ivan Corwin, Daniel Remenik: Renormalization fixed point of the KPZ universality class, Journal of Statistical Physics, vol 160, 2015, p. 815–834, Arxiv

## Famille
Jeremy Quastel est le petit-fils du biochimiste Juda Hirsch Quastel (en) (1899–1987). 